# Silbomyia parvula
Silbomyia parvula är en tvåvingeart som beskrevs av Baranov 1938. Silbomyia parvula ingår i släktet Silbomyia och familjen spyflugor. Inga underarter finns listade i Catalogue of Life.